# Mid Bedfordshire
Mid Bedfordshire – były dystrykt w hrabstwie Bedfordshire w Anglii. W 2001 roku dystrykt liczył 121 024 mieszkańców.

## Civil parishes
- Ampthill, Arlesey, Aspley Guise, Aspley Heath, Astwick, Battlesden, Biggleswade, Blunham, Brogborough, Campton and Chicksands, Clifton, Clophill, Cranfield, Dunton, Edworth, Eversholt, Everton, Eyeworth, Flitton and Greenfield, Flitwick, Gravenhurst, Harlington, Haynes, Henlow, Houghton Conquest, Hulcote and Salford, Husborne Crawley, Langford, Lidlington, Marston Moretaine, Maulden, Meppershall, Millbrook, Milton Bryan, Mogerhanger, Northill, Old Warden, Potsgrove, Potton, Pulloxhill, Ridgmont, Sandy, Shefford, Shillington, Silsoe, Southill, Steppingley, Stondon, Stotfold, Sutton, Tempsford, Tingrith, Westoning, Woburn i Wrestlingworth and Cockayne Hatley[2].